# Félix Iturriaga
Félix Iturriaga, nacido en Vizcaya (España) en 1941, es un ex ciclista español, que corrió en amateurs desde 1967 hasta 1969. 
A pesar de su breve paso por el campo amateur es digno de destacar el subcampeonato de España de Ciclocrós que logró en 1969 y el título amateur logrado dos años antes en 1967.

## Palmarés
1969 (como amateur)
- 2.º en el Campeonato de España de Ciclocrós

## Equipos
- Karpy (1967-1969) (amateur)